# Kawahara Masaharu
Masaharu Kawahara (sinh ngày 30 tháng 5 năm 1984) là một cầu thủ bóng đá người Nhật Bản.

## Sự nghiệp câu lạc bộ
Masaharu Kawahara đã từng chơi cho Sanfrecce Hiroshima, Sagan Tosu, Oita Trinita và Ehime FC.